# Copa Chivas
Copa Chivas ist ein vom mexikanischen Fußballverein Deportivo Guadalajara ausgetragener Wettbewerb für Nachwuchsmannschaften, der als das wichtigste Turnier für Jugendmannschaften in Mexiko und eines der bedeutsamsten Jugendfußballturniere des amerikanischen Kontinents gilt. 

## Historie
Soweit nachvollziehbar, wurde das Turnier erstmals 1994, und seither in (beinahe) jährlichem Rhythmus, ausgetragen. Das zwölfte Turnier fand demnach 2005 statt. In einigen Jahren wurde das Turnier in zwei Etappen veranstaltet, wobei grundsätzlich im Januar ein Wettbewerb für U-18-Mannschaften und im Juli ein Wettbewerb für die jüngeren Mannschaften aller Altersgruppen ausgetragen wurde. Das im Juli ausgetragene Turnier für die jüngeren Mannschaften wurde in den letzten Jahren auch mit einem separaten Wettbewerb für Mädchenmannschaften erweitert.
Am U-18-Turnier nahmen Jugendmannschaften namhafter Vereine aus aller Welt, besonders aus Südamerika und Europa, teil. So waren mehrfach die beiden großen Rivalen des argentinischen Fußballs, Boca Juniors (Turniersieger von 2007) und River Plate, vertreten; ebenso der argentinische Spitzenverein CA Independiente und brasilianische Vereine wie Cruzeiro Belo Horizonte und Palmeiras São Paulo. Aus Europa nahmen Nachwuchsmannschaften von Vereinen wie der AC Mailand (Sieger der Copa Chivas 1996), dem FC Liverpool, Benfica Lissabon, Ajax Amsterdam, FC Barcelona und Real Madrid teil. 
Bei der Copa Chivas 2009 spielte der damals 16-jährige Harry Kane und belegte mit Tottenham Hotspur den dritten Platz, der im Elfmeterschießen gegen den Gastgeber Deportivo Guadalajara errungen wurde.
Der Club Deportivo Guadalajara gewann das von ihm organisierte Turnier in den Jahren 1998, 2008 und 2015.